# Akpossos
Les Akposso (Akposo ou Kposo) sont une population d'Afrique de l'Ouest vivant principalement au centre du Togo et au centre est du Ghana ils sont limités au nord par la préfecture d'Akébou, au nord-est par la préfecture d'Anié, à l'est par la préfecture d'Ogou (Atakpamé), au sud-est par la préfecture de Haho, au sud par les préfectures de Kpélé et de Daye et à l'ouest par le Ghana et de l'autre côté de la frontière au Ghana.
Les Akposso font partie du conglomérat des Guan (peuples autochtones du Ghana actuel et proto-Akan).

## Langue
Leur langue est l'ikposso, une langue kwa compris dans le sous groupe Ghana–Togo Mountain languages. Le nombre de locuteurs a été estimé à 162 500 au début des années 2000, dont 155 000 au Togo (2002) et 7 500 au Ghana (2003).

## Culture
Les Akposso sont connus pour leur plat principal qui est le fonio /ɔ́vā/. La principale fête traditionnelle des Akposso /ɔ́vāzú/ ou encore Ovazu tire son nom du nom de cette céréale. Cette fête a lieu après avoir décortiqué le fonio. Au Togo, elle est généralement célébrée le deuxième samedi du mois de décembre de façon rotative au sein des préfectures peuplées par les Akposso. Cette fête est commune aux Akposso et à leurs voisins Akébou.